# Hogna immansueta
Hogna immansueta là một loài nhện trong họ Lycosidae.
Loài này thuộc chi Hogna. Hogna immansueta được Eugène Simon miêu tả năm 1909.